# ソード・ワールドRPGリプレイxS
ソード・ワールドRPGリプレイxS（ソード・ワールドアールピージーリプレイクロスエス）は雑誌『Role&Roll』Vol.16（2005年11月発行）よりVol.40（2008年1月発行）まで約2年にわたって連載されていた、グループSNEによるソード・ワールドRPGのリプレイ。単行本は富士見書房より全4巻として刊行されている。
ゲームマスター（GM）・執筆者は清松みゆき。イラストレーターは牛木義隆。
プレイヤーキャラクター（PC）はウィンド、ユーリリア、ズン、トリム・レット、モニカ・レットの5人に、一時的にジョージがウィンドと入れ替えでパーティーに加入している。

## 舞台
作品の主な舞台は魔法王国ラムリアースの都市ネイラード。リプレイ・アンソロジー『デーモン・アゲイン』収録の「やっぱり猫は好き」でも登場した街であり、猫が多数生息し、住民の多くが彼らを大事にしていることで有名な地である。作品の時系列的には、「やっぱり猫は好き」より後、へっぽこーずより前であると清松みゆきが言及している。

## 概要
清松みゆきが『アンマント財宝編』以来に、シリーズものリプレイ集のGMを行っている作品である。開始時には新ソード・ワールドRPGリプレイNEXTが続行中であり、単行本第1巻刊行時の2006年11月18日から約1ヶ月後には、新作品新ソード・ワールドRPGリプレイWaltzの発売が予定されているという状況であった。
これまでのリプレイ集と異なり新紀元社のRole&Roll誌で連載。先にリプレイで使われるシナリオが掲載され、その後のページにリプレイが続くという形式も新しいものである。単行本にまとめられた際にはリプレイ→シナリオという順に変更されているが、リプレイ各話の直前には、巻末にまとめられたシナリオの当該ページへの案内文が書かれている。一般的に市販されるシナリオはテストプレイを経て修正が行われるが、本企画では「シナリオ想定外の事態にゲームマスターがいかに（アドリブで）対応したか」を提示する意味を持たせるため、そのままのシナリオが掲載されている。単行本の巻末にバカページと呼ばれるコミカル企画が掲載されている。

## 登場人物

### 主役パーティー
全体にここぞというところでダイス目が悪い傾向がある。GMいわく、歴代パーティー中「もっとも、サイコロ運に恵まれなかったパーティーで賞」受賞確定。
ウィンド
賢者の学院出身のソーサラー・ファイター。かっこつけの要素としてバードも持つ。ソーサラー技能を持っているのは出自表でソーサラーが出たためだが、細かな便利魔法を使用できる事が重宝され、2巻では便利な道具呼ばわりされていた。能力は優秀だが、その優秀さのベースは「やつら」に改造されているからだと言い張る。その設定にGMが乗る形でストーリーが進展し、敵組織として「やつら」が用意される。「やつら」からはリッチー（「リチウム」から）と呼ばれていた。
全体的にダイス目が悪く、敵を単独で倒したことがないため（通称：慢心アタック）、頼りにされずにネタにされる日々。初期武器はウォーハンマーだったが、これは命中率の低い武器でありダイス目の悪さと相まってまるで当たらないため、1巻2話からヘビーメイス（命中率が高い）に持ち替え、4巻でメイス系のモールを購入した。11話で魔法のグレートソードを手に入れる機会があった（最終決戦での乱戦用に、多数攻撃オプション可能な武器としてGMが用意した）が、出目の悪さからもらうのを拒否してしまった。
2巻で単身敵を追撃した際、オスミン（後述）と1人で戦うハメになり、奮闘するも敗北。「やつら」に回収され、行方不明になる。3巻7話で「やつら」に洗脳された状態で再登場し、「ハイロード」としてポロンらと共にパーティーと敵対するが、出目の悪さから気付かれて即拘束。その後「やつら」によって掛けられていた呪いを解除され、3巻最後の9話でパーティー復帰するが、洗脳時の後遺症である「ハイロード・ポイント」（これがあると「やつら」に戻ってしまう可能性あり）を付けられた。10話でポイントは無くすが、その後もポロンからの求愛・勧誘に苦しむことになった。
最終決戦後は、ジョージと共に「やつら」残党を追う旅に出た。
ユーリリア
賢者の学院出身のハーフエルフのソーサラー。幸運神神官の両親から生まれた取替え子で、神官としての技能も持つ。両親を看取った上で冒険に出ているので年齢的にはそれなりに上と考えられ、故郷には神殿を継いだ弟がいるが、年齢は誰一人として尋ねることが出来なかった。
学院の後輩であるウィンドからは「先輩」と呼ばれ、他のメンバー（特にズン）からは「大首領様」とも呼ばれている。
ネイラードが知識神の勢力が強い街であることもあり、街中では神殿の建立などを巡りズンと対立する場面もある。お金の貸し借りには手厳しい一面がある。3巻でめでたくソーサラーのレベルが3となった際、黒猫を使い魔にしたいと思ったが、宗教的理由（黒猫は不幸の象徴とされる）から断念。幸運の象徴ということで、白ヘビの「パイ」が使い魔となった。
最終決戦後はネイラードの街でチャ・ザ神殿の神官を勤めつつ、時折ウィンドらに同行している。
ズン
知識神神官のドワーフ。「ふぃぎゅあ」作りに激しく情熱を燃やし、戦闘中や戦闘後に怪物のスケッチを始めたりもする。彼の作るフィギュアは知識神神殿の収入源の1つになっているらしい。将来はミスリルでフィギュアを作るのが夢。自分に有利な設定のみならず、不利な設定もどしどし作る同リプレイの設定面での牽引者である。
第10話で起こった魔神との戦闘で死亡したが、この回での依頼人がラムリアース国都ライナスの盗賊ギルドナンバー2であり、報酬とコネでライナスの大きなラーダ神殿にすぐ蘇生の儀式を依頼出来たため、すぐに復活した。あっさり復活できたためにGMから、仲間の復活に苦労した同時期の『Waltz』と比べてどうなのかという苦言も出た。
最終決戦後はマーブルを弟子にとって「ふぃぎゅあ」を作成し、「チョコ・レット」の販売を手助けすることになった。
モニカ・レット
シーフ。親にチョコレートを食べられてしまったことをきっかけに家出してきた娘。その際従兄弟のトリムを強引に連れ出した挙句、「トリムはいただいた」と書置きを残した為、実家では駆け落ちしたものと誤解されていた。
異様な量の荷物を背負っており、戸口を通れず、また防刃効果すら発揮する。行動力はあるが細かい事を気にせず、他人の迷惑や誤解を意に介さない所があるトラブルメーカー。第4巻ではズン死亡後に助けに来たセシウムとの恋愛フラグがたち、彼に買ってもらった高品質レイビアに『セッシー・レイビア』と名付けるなどバカップル状態に。しかしゴーストであるセシウムは未練（ドクター・モリブへの復讐）を果たすと昇天するということに気づいていなかったため（GMはこの件について懸念していた）、最終決戦後に彼が昇天したときには深く悲しみ、最後に形見として貰った彼の左手薬指の骨をペンダントにして旅に出た。
トリム・レット
シャーマン。モニカの従兄弟で、1歳年下。モニカの事は姉ちゃんと呼ぶ。モニカの家出に付き合わされる形で冒険をともにしているが、保護者を自任している節もある。
れっきとした人間だが精神力23を誇り、意外と筋力も低くないため、「シャーマン（の防御力、生命力）が薄いのはエルフのせいだったんだなぁ」とGMに言わしめた。
最終決戦後に実家を継ぐことを決心した。姉が「夫」から受け継いだセシウム城を守るため、資金集めに奔走する。
ジョージ
ファイター。本名はジョージ・某（不明）。ジョージ・ザ・ブレイブ（“勇ましき”ジョージ）という二つ名を自称している。強くなりたいという単純さに付け込まれ、「やつら」に改造された。「やつら」の一員としてウィンド達に立ち向かったときの通り名は「力のチタン」（チタン・ザ・マイト）。名前を全てつなげると「ジョージ・ザ・ブレイブ・AKA・チタン・ザ・マイト」。
呪いで徐々に能力が低下しており、それを祓うため「やつら」に敵対する事を決意し、行方不明になったウィンドに代わって（ウィンドのプレイヤーの代用キャラクターとして）パーティに加わる。3巻にてめでたく呪いから解放された。
最終話の戦闘では、助っ人のサブ・プレイヤーの1人が担当した。

### ネイラードの住人
マクスター伯爵
ネイラードの城主。シュバルツに守護されるきっかけとなった人物の子孫。主な依頼人。悪人と言うわけではないが、かなり狡猾な性格である。ネイラードの街に盗賊ギルドの芽を出させない程治安維持に熱心だが、その為冒険者のような手駒が少ない。シュバルツの正体には気づいていない。
インディゴ
マクスター伯爵の配下で最も有能な間諜（レベル5の盗賊）。「やつら」の下部組織に潜入して調査を行っているが、徐々に「やつら」の思想に染まり、最終的には改造され「プラチナム」と名乗り、猫の手パーティの前に立ちはだかる。
ブラウン
マクスター伯爵の配下の間諜。レベルは高くは無いが、グレイが間抜けで役立たずなので便利扱いされている。
グレイ
マクスター伯爵の配下の間諜。間抜け属性があり、行動をいちいち指示しないと失敗する事が多い（指示された事はちゃんと実行する）。
シュバルツ
ネイラードの守護猫。猫にまつわる伝承の張本人。普段はツインテールキャットであるが、人間形になることも可能。シャーマン、ソーサラーの技能を持つ。またたびに弱いという弱点がある。ネイラードを舞台にした以前のリプレイでも登場していたNPCで、プレイヤーが正体を知っていた為、あっさりとキャラクターにも正体を見破られてしまった。強力なNPCと言う便利ツールのため手助けを頼むには経験点を支払わなくてはならない（ミッション終了時に加算される経験点が目減りする）ので、もっぱらマスコット状態。
ハミル導師
ネイラード郊外に居を構える魔術師にして賢者。「ねこねこ病」（いわゆる猫アレルギー）を克服するための研究を行っている。元々はシュバルツ同様他のリプレイのNPCで、その内容については作中でも言及されている。

### THEM
ウィンドが常日頃から言っていた「やつら (THEM)」。リプレイ第一話にて実在が確認され、キャンペーン通して猫の手冒険隊と対決する。
ラムリアースを拠点に活動する秘密結社であり、肉体改造技術の研究が盛んである。構成員のコードネームが「鉱物系」であると言う特徴がある（区別のため、味方のNPCには「色彩系」の名前がつけられている）。
主に仮面ライダーシリーズの敵組織ショッカーがモデルであると言われる。肉体改造（強化）した人間やモンスターが戦力。
THEMは「Test & Harvest of Enhancements Members」（拡大魔術の実験と収穫団）の略だが、「Terrible Horrible Evil Members」（恐い怖い悪い団）とも俗称されている。
ドクターモリブ
ウィンドをはじめとする構成員を改造した博士。組織を離れたウィンドをどうにかもう一度手に入れられないかと画策する。名前の由来は「モリブデン」から。
当初ドクター・リードという名前であったが、リードは発音が違うということから現在の名前に変更された。
最終話の戦闘では、助っ人のサブ・プレイヤーの1人が彼を担当している。
アルミン
元は新ソード・ワールドRPGリプレイ（へっぽこーず編）に登場した敵役。名前が鉱物系と解釈できるため、THEMの構成員の1人に設定された。歴史が変わってしまうため直接対決は無いと明言されているが、同じ学院に居たウィンドやユーリリアは名前を知っている。2巻では実際顔見せ程度であるが登場した。名前は「アルミニウム」から取られた、と言う事にされた。
力のチタン
ウインドを兄さんと呼ぶ筋骨隆々の大男。肉体改造されており、筋力を一時的に+12する事が出来る。名前は「チタン」から。詳細はジョージを参照。
速さのマーキュリー
シーフ3、ソーサラー3のTHEMのメンバー。肉体改造されており、敏捷力を一時的に+12する事が出来る。チタンと行動を共にしていた。使い魔はモルモット。名前は水銀の英語名である「マーキュリー」から。
クローム
トリムの伯父のキャラバンを護衛していた、ならず者集団「クローム団」のリーダー。一時的に敏捷力を+6にする薬品を使用する。クローム団の団長だから「クローム」、と言う順序逆転の名付けられ方をした。手柄を立て、昇進を果たす。
オスミン
THEMの実験動物であるミュータント・ビッグエイプ。一時的にクロームに貸与されていたが、後に昇進したクロームの部下になった。名前は「オスミウム」から。
ポロン・ハミル
ハミル導師の娘。賢者の学院に留学している間にTHEMの一員となる。ウィンドを「世界を救うハイロード」と呼び慕っている。名前は「ポロニウム」から。
セシウス卿
ラムリアースの貴族・アデルチェ男爵。元はモリブの同志であったが、裏切られて命を落とし、ゴーストとなった（見た目はスケルトン）。復讐を司る邪神ミゴリのダークプリーストで、モリブに復讐を誓っている。名前は「セシウム」から。10話でズンの死亡後助っ人として参戦。これからモニカとの恋愛関係が始まり最終決戦時にも参戦したが、終了後復讐を果たし昇天。最期にモニカに左手薬指の骨を形見として渡した。
ハイロード・プラチナム
THEMの思想に染まってしまったNPC・インディゴの成れの果てであり、ウィンドの後任。新技術による肉体改造がされており、最終決戦では強敵として立ち塞がる。名前は白金の英語名である「プラチナム」から。
最終話の戦闘では、助っ人のサブ・プレイヤーの1人が彼を担当している。最後は仲間が全て倒れた後ウィンドとの戦いを望んだが、ユーリリアの命令でウィンドは拒否、そのままパーティー全員に放置された（実際には実プレイ時間が長時間になったため一旦ゲームを中断、結局全員にボコにされたということになった）。

### その他
マーブル
王都ライナスの盗賊ギルドに所属する盗賊少女。ギルドからモニカの部下としてつけられるが、実は監視役。PC達に警戒されて役目を果たせず、思いがけない行動に出る。名前は大理石の英語名である「マーブル」から。マーブルチョコレートも連想させ、敵（鉱物系）か味方（色彩系）かわかりにくいようにされている（THEMのメンバーではない）。

## 作品一覧
1. 『猫の手冒険隊、集結!』 ISBN 978-4829144862
2. 『猫の手勇者くん、突撃!』 ISBN 978-4829144985
3. 『猫の手お気楽娘、幻惑?』 ISBN 978-4829145166
4. 『猫の手超人王、激闘!』 ISBN 978-4829145227

## 備考
1. ↑  Waltzのプレイヤーが1名参加している事が4巻で明かされている。誰であるかは不明。
2. ↑  筋力、器用度、敏捷度に+6という設定らしい。
3. ↑  両親共に人間だったが、ハーフエルフを授かった感想は「これで老後も面倒見てもらえる。ラッキー」だった。
4. ↑  この時のGM発言から「Waltz」のプレイヤーがこのリプレイにも参加していることが判明している。
5. ↑  ズンが放った一言「チョコ・レット」が「言ったもの勝ち」の法則に則り、フォーセリアではカカオを使用した甘いお菓子はレット家の発明という事になった。
6. ↑  人間の冒険者の初期作成時における各能力値の期待値は14、最高値は24。
7. ↑  初代リプレイのケイン以来、PCのシャーマンには筋力や生命力の貧弱なエルフが多い。
8. ↑  一時的に筋力を+12することが出来る。強化後の筋力は、PCとしては現在までのリプレイにおける最高値である。
9. ↑  SNE内部でも、戦術には定評がある人物との事。「眼鏡クイクイ」で、『新ソード・ワールドRPGリプレイNEXT』の某プレイヤーと同一人物であるらしい事が暗示されている。